# Гилофос
Гилофос или Чука, Арнаут Чука (на гръцки: Γήλοφος, до 1927 година: Τσούκα, Цука) е село в Република Гърция, в дем Дескати, област Западна Македония.

## География
Гилофос е разположено на самата географска граница между Македония и Тесалия. Землището му обхваща вододела между македонската река Бистрица (Алиакмонас) и тесалийската Пиниос. Самото село се намира от македонската страна на вододела, на около 13 km южно от град Дескати и около 75 km югоизточно от град Гревена.

## История

### В Османската империя
Предполага се, че селището е основано през XIV век от албаноезични преселници от Северен Епир (днешна Южна Албания).
В османски регистри от 1454-1455 година Арнаут Чука е регистрирано като селище с 47 фамилии. Според документи на манастира Варлаам в Метеора през 1765 година селото има 42 фамилии. Известно време то е чифлишко село на сина на Али паша Янински Вели паша.
Главната селска църква „Свети Димитър“, издигната през XVIII век, има интересни стенописи от първата половина на XIX век, изографисани от Василиос Цурхлис. Основният селски празник се провежда на Илинден (20 юли) в местността „Ай-Лиа“ южно от селото.
След присъединяването през 1881 година на Тесалия към Кралство Гърция новата граница минава на няколкостотин метра южно от селището, по възвишението Ай-Лиа (тоест Свети Илия). Част от населението основава на гръцка територия в южната част от землището село Неа Чука (от 1963 година Фотино). Чука остава гранично село под властта на Османската империя в рамките на Еласонската каза. От това време в района са останали няколко османски караули.
На Етнографската карта на Битолския вилает на Картографския институт в София от 1901 година Гука Арнаут е чисто гръцко село в Еласонската каза на Серфидженския санджак със 7 къщи.
Според гръцка атинска статистика от 1910 година в Цука (Τσούκα) живеят 29 православни гърци.

### В Гърция
През Балканската война в 1912 година в селото влизат гръцки части и след Междусъюзническата в 1913 година Чука влиза в състава на Кралство Гърция.
През 1927 година името на селото е сменено на Гилофос.
Населението произвежда жито, картофи и други земеделски култури, като частично се занимава и със скотовъдство.
| Година    | 1913 | 1920 | 1928 | 1940 | 1951 | 1961 | 1971 | 1981 | 1991 | 2001 | 2011 | 2021 |
| --------- | ---- | ---- | ---- | ---- | ---- | ---- | ---- | ---- | ---- | ---- | ---- | ---- |
| Население | 46   |      | 84   | 126  | 181  | 192  | 180  | 177  | 151  | 141  | 88   | 76   |